# Krymno (gmina)
Krymno – dawna gmina wiejska istniejąca do 1939 roku w woj. wołyńskim (obecnie na Ukrainie). Siedzibą gminy było Krymno.
Początkowo gmina należała do powiatu włodzimierskiego. 12 grudnia 1920 r. została przyłączona do powiatu kowelskiego pod Zarządem Terenów Przyfrontowych i Etapowych. 19 lutego 1921 r. wraz z całym powiatem weszła w skład nowo utworzonego województwa wołyńskiego. Według stanu z dnia 4 stycznia 1936 roku gmina składała się z 10 gromad. 
Po wojnie obszar gminy Krymno wszedł w struktury administracyjne Związku Radzieckiego.